# 홍석준 (1954년)
홍석준(洪錫埈, 1954년 9월 17일 ~ )는 대한민국의 기업인으로, 보광창업투자 회장이다.

## 약력
- 홍석현 중앙일보 회장의 동생이다.

## 가족 관계
- 아버지 홍진기(洪璡基, 1917년 3월 17일 ~ 1986년 7월 13일) 전 중앙일보 대표이사회장, 법무부 장관.
- 어머니 김윤남(金允楠, 1924년 6월 25일 ~ 2013년 6월 5일)
  - 누님 홍라희(洪羅喜, 1945년 7월 15일 ~ ) - 전 삼성미술관 리움 관장
  - 매형 이건희(李健熙, 1942년 1월 9일 ~ 2020년 10월 25일) - 삼성 전자 회장
  - 형님 홍석현(洪錫炫, 1949년 10월 20일 ~ ) - 중앙홀딩스 회장, 중앙일보 회장, 전 주미 대사
  - 형수 신연균(申硯均) - 신직수의 딸
  - 아내 정경선
  - 장녀 홍승연
  - 장남 홍정환  보광창업투자에서 투자 심사 총괄 업무
  - 형님 홍석조(洪錫肇, 본래 1953년 1월 음력 1952년 12월 ~ )
  - 남동생 홍석규(洪錫珪, 본래 1956년 1월 15일 음력 1955년 12월  ~ ) - 보광 대표이사 회장, 휘닉스소재 대표이사
  - 여동생 홍라영(洪羅玲, 본래 1960년 1월 10일 음력 1959년 12월 ~ ) - 삼성미술관 리움 총괄부관장, 삼성문화재단 상무
  - 매제 노철수(盧哲秀, 1956년 7월 27일 ~ ) - 애미커스 회장